# Anlu (pratique du Cameroun)

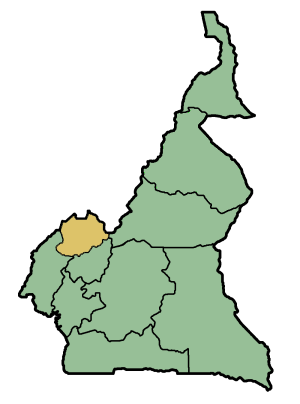
Carte du Cameroun avec la région du Nord-Ouest en surbrillance.

 (février 2024).
Le contenu est difficilement compréhensible vu les erreurs de traduction, qui sont peut-être dues à l'utilisation d'un logiciel de traduction automatique.
L'Anlu est une pratique traditionnelle des Kom de la région du Nord-Ouest du Cameroun. Cette pratique consiste en des groupes de femmes qui se réunissent et se livrent à des rituels extrêmes pour faire honte et ostraciser les individus qui enfreignent la morale de la communauté, comme les violences physiques sur une femme enceinte ou l'inceste. L'origine de la pratique viendrait d'une époque où les femmes des communautés Kom étaient les seules à pouvoir défendre les villes contre une force d'invasion et se sont donc déguisées en hommes pour faire fuir l'armée adverse. La pratique traditionnelle est devenue pertinente avec les mobilisations politiques à grande échelle des femmes entre 1958 et 1961. Cet anlu politique a paralysé l'administration traditionnelle et coloniale de la région de Kom et a perturbé les tribunaux, les écoles, les marchés et les déplacements dans la région.

## Anlutraditionnel

### Origines
Les traditions orales affirment que l'anlu a été créé lorsque, pendant la guerre, tous les mâles ont été abattus (dans certaines versions, il s'agit de Bamessi). L'histoire raconte que le peuple Kom était tributaire d'un chef à Mejang et que leur tribut consistait à construire chaque année une maison dans la ville de Mejang. Les Kom ont fini par refuser et Mejang a envoyé une armée pour réprimer la rébellion. Les forces de Mejang ont décidé d'attaquer pendant que les hommes chassaient et de capturer toutes les femmes. Les femmes en entendirent parler et s'habillèrent donc en vêtements masculins et allèrent à la rencontre des Mejang avec des armes rudimentaires. Les hommes s'enfuirent devant ce qu'ils pensaient être les troupes de Kom et un seul fut capturé. Les femmes se sont déshabillées pour révéler que les forces du Mejang avaient été vaincues par des femmes et le Mejang est devenu un tributaire du Kom à partir de ce moment-là.

### Pratique

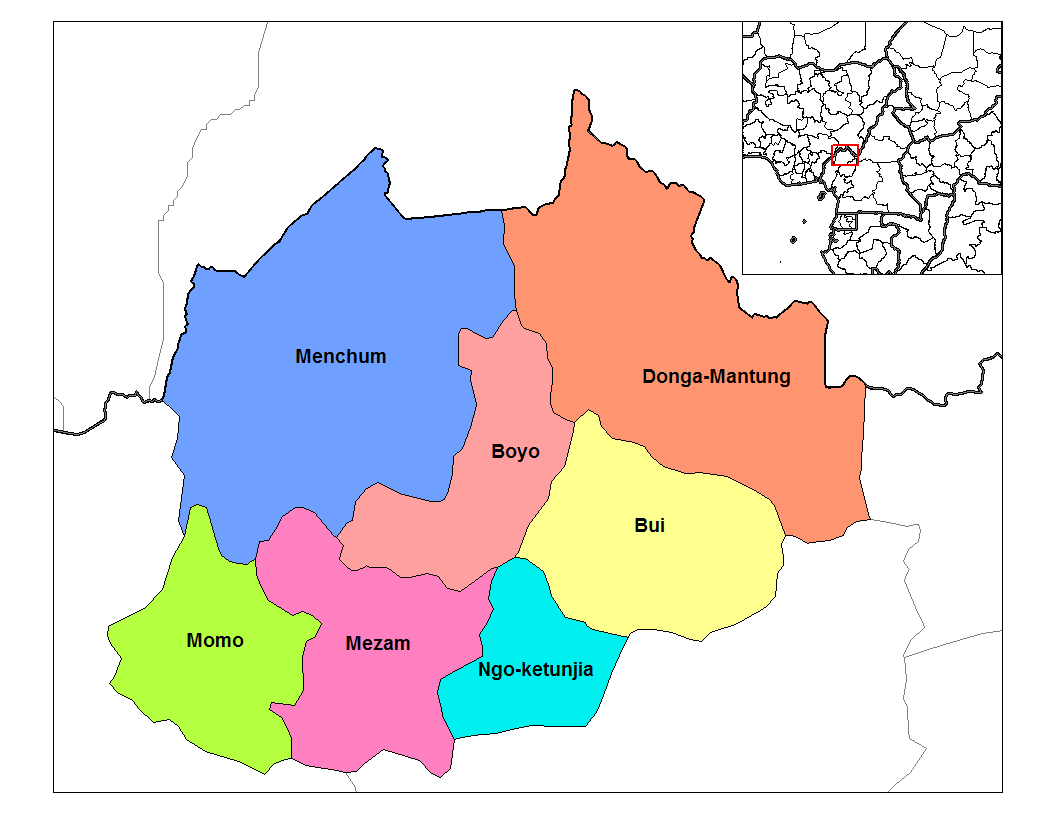
Départements du Nord-Ouest du Cameroun. Les communautés Kom se trouvent principalement dans les départements de la Boyo et de la Menchum.

L'anlu traditionnel, semblable au fombuen ou au keluh dans les communautés Kedjom Keku et au ndofoumbgui dans la tribu Aghem, implique des groupes de femmes qui organisent et font honte aux individus qui violent certaines règles morales. L'ostracisme pouvait se développer à la suite d'un ensemble d'offenses qui violaient la moralité de la communauté et qui étaient considérées comme menaçant la vie de la communauté (en nuisant à la fertilité, à la nourriture ou à la prospérité). Ces offenses pouvaient inclure l'insulte à la mère, l'abus physique d'une femme enceinte ou qui allaite, l'inceste ou d'autres offenses. Les femmes répondaient par des actions considérées comme étant en dehors de l'ordre moral de la communauté (discours vulgaire, exposition des parties génitales, habillage en vêtements d'homme, défécation sur la propriété de l'offenseur, etc. Les femmes elles-mêmes sont organisées sous la direction de la femme la plus âgée de la communauté, appelée na-anlu. 
Les autres hommes de la communauté n'interviennent pas ou n'interfèrent pas dans l'anlu, et peuvent devenir la cible de l'anlu s'ils interviennent, et les maris des femmes impliquées prennent en charge les tâches ménagères L'anthropologue Paul Nkwi précise que si les hommes conservent généralement le pouvoir dans les communautés traditionnelles de Kom, pendant l'anlu " les hommes sont pratiquement impuissants " et les chefs et conseils traditionnels sont affaiblis.
L'ostracisme et la punition des individus fautifs ne prennent fin que lorsqu'ils supplient et déclarent qu'ils renoncent à leurs actions. Après acceptation et paiement d'un droit, l'individu est emmené à un ruisseau et immergé dans l'eau et l'anlu prend fin.

### Description
Francis Nkwain a fourni l'une des descriptions les plus populaires de l'anlu :

« L'Anlu est lancé par une femme qui se met en double dans une position affreuse et émet un cri aigu, qu'elle interrompt en se frappant les lèvres avec quatre doigts. Toutes les femmes qui reconnaissent le son font de même et abandonnent ce qu'elles font pour courir dans la direction du premier son. Rapidement, la foule s'agrandit et bientôt, on assiste à une danse endiablée au son de strophes improvisées qui informent le peuple de l'infraction commise, en l'expliquant de manière à susciter l'émotion et l'action. L'histoire de l'auteur du délit est évoquée dans un bavardage révélateur. Un appel est lancé aux ancêtres décédés du délinquant, pour qu'ils se joignent à l'anlu. Puis l'équipe part dans la brousse et revient à l'heure prévue, généralement avant l'aube, vêtue de vins, de morceaux de vêtements d'homme et le visage peint, pour accomplir le rituel complet. Tous portent le fruit du type œuf de jardin qui est censé provoquer le "dessèchement" de la personne qui en est frappée. Les femmes se déversent dans l'enceinte du délinquant en chantant et en dansant et, comme il est tôt le matin, il y a suffisamment d'excréments et d'urine pour transformer l'enceinte et les maisons en latrines publiques. Personne n'a l'air humain dans cette foule sauvage, et leurs actions ne suggèrent pas une pensée saine. Les parties vulgaires du corps sont exhibées alors que le chant s'élève dans une profondeur étrange. »

De nombreux aspects descriptifs changent selon l'offensive ou le village, mais beaucoup d'aspects sont conservés dans toute la région.

## Anlupolitique (1958-1961)
À la fin de la période coloniale, un anlu à grande échelle a pu perturber la vie dans la région du Nord-Ouest du Cameroun de 1958 à 1961. L'anlu était organisé autour des griefs des femmes concernant la politique agricole des autorités coloniales britanniques et du Congrès national du Kamerun (KNC) et a été utilisé par le Parti démocratique national du Kamerun (KNDP) pour déloger le KNC du pouvoir. Il est parfois affirmé qu'Augustine Ngom Jua, un important dirigeant masculin du KNDP, était un manipulateur en coulisse, mais les comptes rendus varient quant à son influence.
L'administration coloniale encourageait une transition de l'agriculture vers des cultures parallèles aux pentes tandis que la pratique était d'avoir des jardins construits dans le sens de la pente. Les femmes, qui effectuaient la plupart des travaux agricoles, résistaient à cette transition. Dans le même temps, une rumeur infondée se répandit selon laquelle les terres traditionnelles des Kom seraient vendues soit au président du KNC, soit aux Igbos du Nigeria (à ce moment-là, le KNC avait pour programme de rattacher la région au Nigeria). Le KNDP organisa ces efforts dans la région en mettant l'accent sur le rôle clé des femmes dans la situation politique.
E. Juste avant sa visite, le 4 juillet 1958, une réunion est organisée dans la ville de Njinikom pour qu'un membre du conseil régional, Chia K. Bartholomew ou C.K. Barth, explique la loi sur l'agriculture de contour. Des femmes ont entouré la réunion avant qu'elle ne soit ajournée et ont lancé l'anlu avec le cri strident traditionnel. Bartholomew s'est échappé de la réunion en étant poursuivi par les femmes jusqu'à la maison du prêtre local. Après quelques heures, il est reparti et est rentré chez lui où les femmes se sont réunies à nouveau cette nuit-là. Les femmes vêtues de haillons, de vêtements d'hommes et de vignes traditionnelles ont passé la nuit à suivre les pratiques anlu habituelles consistant à faire honte à Bartholomew et à polluer sa cour. Le mouvement était dirigé par deux femmes, Fuam (appelée la reine) et Muana (appelée l'officier de division), qui sont devenues les principaux acteurs politiques de la région de Kom. Les titres, Reine et Officier de Division, ont été créés pour se moquer de l'administration coloniale britannique. Les femmes ont dirigé depuis la ville de Wombong et ont créé une structure administrative parallèle pendant les perturbations de juillet 1958 jusqu'au début de 1961.
La rumeur s'est immédiatement répandue que les écoles et les marchés seraient perturbés par des groupes de femmes similaires dans toute la région et, le 7 juillet, les écoles ont été les premières à être perturbées. Les femmes ont réussi à mettre en place de nombreux barrages routiers et à empêcher les partisans d'assister à la visite du président du KNC, Emmanuel Mbela Lifafe Endeley, le 11 juillet. Les partisans du KNC ont été ostracisés et les femmes ont interdit à quiconque de visiter les maisons des partisans ou des partisans présumés du KNC. Les femmes ont commencé à simuler des cérémonies d'enterrement de responsables et de partisans du KNC et certains pensent que l'anlu a entraîné la mort soudaine, le 21 décembre, du président du KNC pour la région de Kom, Joseph Ndong Nkwain.
Les femmes ont perturbé les tribunaux, les écoles et les marchés de toute la région de Kom pendant le reste de l'année par des protestations et des activités perturbatrices. Les mécanismes administratifs, tant traditionnels que coloniaux, se sont révélés totalement impuissants et les protestations ont continué. L'anthropologue Paul Nkwi explique que "les manifestations étaient si sauvages qu'aucune action policière ne pouvait y faire face. Seuls quelques policiers ont été dépêchés pour couvrir l'événement, et le gouvernement n'a eu qu'à dialoguer avec les femmes. Même le chef traditionnel, Foyn Alo'o Ndiforngu, est devenu pratiquement impuissant. Les femmes avaient pris le contrôle des affaires tribales".
Le mouvement était diversifié, avec un certain nombre de protestations différentes organisées par différents groupes dans divers villages. Fin juillet 1958, la police a été envoyée pour arrêter les dirigeants du mouvement anlu, qui se sont rendus pacifiquement aux autorités. Cependant, des femmes de toute la région se sont rassemblées à Bamenda pour protester contre les arrestations et les autorités ont libéré les leaders et ont fourni un moyen de transport pour le retour des manifestants chez eux. La direction a largement dirigé la façon dont les femmes participantes devaient voter lors des élections de 1959 et 1961, dans lesquelles les femmes ont voté massivement pour le KNDP. Le mouvement a été crucial pour mener le KNDP à la victoire lors des élections de 1959 et 1961.
De 1959 à 1961, l'anlu a pu obtenir la satisfaction de la plupart de ses demandes en travaillant avec le KNDP qui était désormais au pouvoir. Il n'est pas clair si la politique concernant l'agriculture de contour a été inversée. Le mouvement anlu s'est dissipé en 1959 et a pris fin complètement avec les élections de 1961 et la victoire significative du (KNDP). Au début de cette année-là, les mobilisations et l'activisme se sont calmés et les femmes sont retournées à l'agriculture et aux ménages. Les chefs ont conservé leur importance après l'anlu, Muana devenant un juge éminent du tribunal coutumier. Les habitants de la région ne sont pas d'accord sur la question de savoir si le rituel de purification de l'anlu traditionnel a eu lieu.
La forme traditionnelle et politique fournit la base symbolique des protestations de Takembeng par les femmes au Cameroun depuis les années 1990. Ces manifestations dépassent les frontières ethniques et rassemblent des femmes de toute la région du Nord-Ouest dans des actions similaires à l'anlu.